# Forbidden
Forbidden är det artonde studioalbumet av det brittiska heavy metal-bandet Black Sabbath, utgivet i juni 1995.

## Låtförteckning
Texter av Tony Martin där inget annat anges, musik av Black Sabbath.
1. "The Illusion of Power" (med Ice T; Tony Martin, Ice T) – 4:51
2. "Get a Grip" – 3:58
3. "Can't Get Close Enough" – 4:27
4. "Shaking Off the Chains" – 4:02
5. "I Won't Cry for You" – 4:47
6. "Guilty as Hell" – 3:27
7. "Sick and Tired  – 3:29
8. "Rusty Angels" – 5:00
9. "Forbidden" – 3:47
10. "Kiss of Death" – 6:06
11. "Loser Gets It All" (bonusspår på den japanska utgåvan) - 2:55

## Medverkande
- Tony Martin - sång
- Tony Iommi - gitarr
- Neil Murray - bas
- Cozy Powell - trummor
- Geoff Nicholls -keyboard